# جان بینگهام (بازیکن فوتبال اهل انگلستان)
جان بینگهام (انگلیسی: John Bingham؛ زادهٔ ۲۳ سپتامبر ۱۹۴۹) بازیکن فوتبال اهل بریتانیا است.
از باشگاه‌هایی که در آن بازی کرده‌است می‌توان به باشگاه فوتبال چارلتون اتلتیک، باشگاه فوتبال منزفیلد تاون، باشگاه فوتبال اولدهام اتلتیک، باشگاه فوتبال استوک‌پورت کانتی، و باشگاه فوتبال منچستر سیتی اشاره کرد.